# Крик (фильм, 2022)
«Крик» (англ. Scream, он же «Крик 5») — американский слэшер 2022 года, снятый Мэттом Беттинелли-Олпином и Тайлером Джиллеттом по сценарию Джеймса Вандербильта и Гая Басика. Пятый фильм франшизы «Крик». Несмотря на то, что кинолента заявлена как перезапуск франшизы, она является прямым продолжением «Крика 4» (2011) и первой в серии, снятой не Уэсом Крэйвеном после его смерти в 2015 году. Фильм посвящён памяти Крэйвена. В фильме снимались Мелисса Баррера, Майки Мэдисон, Мейсон Гудинг, Джасмин Савой Браун, Дилан Миннетт, Дженна Ортега, Джек Куэйд, а также Соня Бен Аммар. Свои роли из предыдущих частей также повторили Марли Шелтон, Скит Ульрих, Роджер Л. Джексон, Хизер Матараццо, Кортни Кокс, Дэвид Аркетт и Нив Кэмпбелл. Действие фильма происходит через двадцать пять лет после первоначальных убийств Вудсборо из фильма «Крик» (1996), когда появляется еще одно Призрачное лицо и начинает преследовать группу подростков, каждый из которых так или иначе связан с первоначальными убийствами. Как и в предыдущих частях, Scream сочетает в себе жестокость жанра слэшера с элементами черной комедии и детективного жанра, высмеивая тенденцию перезагрузок и традиционных сиквелов. В фильме также рассказывается о культуре фэндома ужасов, в частности о разрыве между «высоким ужасом» и классическими слэшерами.
Хотя пятая и шестая части «Крика» обсуждались после выхода «Крика 4» в 2011 году, Крэйвен, сценарист Кевин Уильямсон и исполнительный продюсер Харви Вайнштейн сомневались в продолжении съемок фильмов после менее ожидаемых кассовых сборов четвертого фильма. После обвинений Вайнштейна в сексуальном насилии в 2017 году и закрытия The Weinstein Company права на франшизу были получены Spyglass Media Group в ноябре 2019 года, которая подтвердила, что позже будет снят новый фильм. В следующем году Уильямсон, который возвращался в качестве исполнительного продюсера, подтвердил, что фильм не будет перезагрузкой, и что Бетинелли-Олпин и Джиллетт из Radio Silence были наняты в марте 2020 года для постановки фильма. Было подтверждено, что Кэмпбелл и Аркетт вернутся позже в том же месяце, а Кокс и новые актеры присоединились к ним в середине года. Производство фильма было отложено из-за пандемии COVID-19, поэтому съемки проходили в период с сентября по ноябрь 2020 года в Северной Каролине. Чтобы избежать утечки сюжета, было подготовлено множество версий сценария и снято несколько дополнительных сцен.
«Крик» был показан в кинотеатрах США 14 января 2022 года компанией Paramount Pictures и собрал по всему миру 140 миллионов долларов. Критики хвалили его за уважение наследия Крейвена и предоставление вдумчивых мета-комментариев к фильмам ужасов, а некоторые назвали его лучшим из сиквелов «Крика». Продолжение, «Крик 6», было анонсировано в феврале 2022 года с датой выхода 10 марта 2023 года.

## Сюжет
Действие происходит в Вудсборо спустя 25 лет после событий первого фильма. Старшеклассница Тара Карпентер, находящаяся дома одна, подвергается нападению Призрачного лица, в результате чего попадает в больницу. Живущая в Модесто её старшая сестра Сэм узнаёт о случившемся от Уэса Хикса, приятеля Тары. Сэм возвращается в Вудсборо со своим парнем Ричи Кирш, чтобы навестить сестру в больнице, и воссоединяется с друзьями Тары: Уэсом, Эмбер Фриман, близнецами Чедом и Минди Микс-Мартин, а также с девушкой Чеда Лив Маккензи. Той ночью Винс Шнайдер, бывший парень Лив и племянник Стю Мэчера, становится следующей жертвой маньяка. После того, как сама Сэм в больнице подвергается нападению Призрачного лица, она рассказывает Таре, что Билли Лумис является её биологическим отцом, о чём девушка узнала в детстве. Это привело к разводу их родителей, её асоциальному поведению и отдалению от Тары (а также к видениям, в которых Билли упрекает её в сокрытии правды, несмотря на принимаемые ею нейролептики, о чём Сэм умалчивает).
На следующий день Сэм и Ричи посещают Дьюи Райли, который после развода с Гейл Уэзерс ушёл на пенсию и ведёт затворнический образ жизни. Пара просит его о помощи, на что тот отказывается и прогоняет их. Тем не менее, позже он связывается с Сидни Прескотт и Гейл Уэзерс, предупреждая их о возвращении Призрачного лица. Затем Дьюи присоединяется к подросткам в доме Минди и Чеда, где он также встречает Марту, мать близнецов и сестру покойного Рэнди Микса. Друзья подозревают, что Сэм и есть убийца, поскольку три нападения были совершены на людей, в какой-то степени связанных с первоначальными преступниками. Затем Призрачное лицо убивает Уэса и его мать, шерифа Джуди Хикс, в их доме. Гейл приезжает в Вудсборо для освещения произошедших событий и воссоединяется с Дьюи. В больнице на Тару и Ричи нападает Призрачное лицо. Сэм и Дьюи спасают их, однако сам Дьюи гибнет от рук маньяка.
Сидни, узнав о смерти Дьюи, приезжает в город и в больнице встречается с Гейл и Сэм. Сидни просит Сэм помочь в поимке убийцы, но та отказывается, решая вместо этого уехать из Вудсборо вместе с Ричи и Тарой. Покидая город, троица останавливается у дома Эмбер, чтобы взять ингалятор для Тары. Сидни и Гейл едут за ними к жилищу Эмбер, который оказывается старым домом Стю, где происходили первоначальные события. Там на близнецов Чада и Минди нападает Призрачное лицо. Пока Сэм ухаживает за раненой Минди, Эмбер достаёт пистолет и стреляет Лив в голову, раскрывая себя как одного из убийц. Убегая в подвал, Ричи пытается убедить Сэм, что Тара заодно с Эмбер. Сэм оставляет его и идёт искать Тару, которую находит связанной в шкафу.
Когда прибывают Гейл и Сидни, Эмбер выходит из дома, притворяясь раненой, и стреляет в Уэзерс. Затем Ричи наносит удар ножом Сэм, тем самым показывая, что является сообщником Эмбер. Ричи и Эмбер ведут Сэм, Сидни и Гейл на кухню, где поясняют, что являются фанатами просмотренных в интернете серии фильмов «Удар ножом». Разочарованные направлением последнего фильма, они решили начать новую серию убийств, вернув «оригинальный актёрский состав», чтобы предоставить «новый и улучшенный материал» для будущего «риквела». Сэм же, как дочь Билли Лумиса, они намерены выставить убийцей. В разгар борьбы Гейл вырывается и стреляет в Эмбер, которая падает на плиту и начинает гореть. Раненая Сэм по подсказке явившегося ей в видении отца несколько раз ударяет Ричи брошенным Эмбер ножом, затем совершает контрольные выстрелы в него. Внезапно на группу бросается обожжённая Эмбер, и Тара окончательно убивает её.
Тару и близнецов Микс доставляют в больницу, и Сэм благодарит Сидни и Гейл за помощь. Последняя, в свою очередь, объявляет об отказе создавать историю о прославлении убийц, предпочитая вместо этого написать книгу как дань памяти Дьюи.

## В ролях
| Актёр               | Роль                             |
| ------------------- | -------------------------------- |
| Мелисса Баррера     | Сэм Карпентер                    |
| Дженна Ортега       | Тара Карпентер                   |
| Джек Куэйд          | Ричи Кирш / «Призрачное лицо»    |
| Майки Мэдисон       | Эмбер Фриман / «Призрачное лицо» |
| Роджер Джексон      | «Призрачное лицо», голос         |
| Мейсон Гудинг       | Чад Микс-Мартин                  |
| Джасмин Савой Браун | Минди Микс-Мартин                |
| Дилан Миннетт       | Уэс Хикс                         |
| Соня Бен Аммар      | Лив Маккензи                     |
| Нив Кэмпбелл        | Сидни Прескотт                   |
| Кортни Кокс         | Гейл Уэзерс                      |
| Дэвид Аркетт        | Дьюи Райли                       |
| Марли Шелтон        | Шериф Джуди Хикс                 |
| Кайл Галлнер        | Винс Шнайдер                     |
| Хезер Матараццо     | Марта Микс                       |
| Скит Ульрих         | Билли Лумис (галлюцинация)       |
| Рэгги Конквест      | Помощник шерифа Фэрни            |
| Честер Тэм          | Помощник шерифа Винсон           |

## Сценарий

### Разработка
В интервью 2010 года Уэс Крэйвен подтвердил, что он заключит контракт на работу над пятой и шестой частью франшизы, если четвёртый фильм будет иметь успех и окупит бюджет. После трудностей с переписыванием сценария для «Крика 2, 3, 4», когда окончательный вариант зачастую был готов только в день съёмок, Крэйвен заявил, что ему потребуется увидеть законченную версию сценария «Крика 5», прежде чем он сможет приступить к съёмкам. В отдельном интервью сценарист Кевин Уильямсон также подтвердил своё договорное обязательство на фильмы «Крик 4, 5, 6», хотя контракт на шестую часть тогда ещё не был подписан. Уильямсон отметил, что если будет снят «Крик 5», то это будет продолжение истории героев предыдущей части. Актёр Дэвид Аркетт также подтвердил, что будет готов играть Дьюи в будущих продолжениях. В мае 2011 года исполнительный продюсер Харви Вайнштейн подтвердил, что продолжение франшизы возможно, несмотря на более скромные, чем ожидалось, сборы «Крика 4». В феврале 2012 года на вопрос Уильямсону о потенциале создания пятой части, он заявил, что не знает о продолжении, сказав: «Я этим не занимаюсь».
30 сентября 2013 года Харви Вайнштейн выразил интерес к пятой части, заявив: «Я прошу [Боба Вайнштейна] снять фильм и просто закончить франшизу. Мы долго доили эту корову». Тогда Уильямсон вновь выразил сомнение по поводу выхода пятого фильма, и рассказал о своём уходе из сериала, поскольку Крейвен и его команда «покончили с ним». 25 июня 2015 года Вайнштейн, на вопрос издания Wall Street Journal о возможности создания сиквела, категорически отрицал появление пятой части или любого дальнейшего продолжения, сославшись на телесериал по MTV как на подходящее место для франшизы. «Это всё равно, что поставить арт-хаусный фильм в арт-хаусном театре. Продолжать надо там, где живут подростки, это MTV», — сказал Вайнштейн.
В 2016 году, спустя год после кончины Уэса Крэйвена, первый фильм отметил 20-летний юбилей, а Кевин Уильямсон и актёры высказались о возможной работе над новым фильмом в интервью Entertainment Tonight. «Думаю теперь, без Уэса, нужно ответить на некоторые вопросы — как и почему — я не знаю, как снимать фильм без Уэса и зачем это делать. Если кто-то из кинематографистов сможет ответить на этот вопрос — я с удовольствием куплю билет на новый фильм и пойду на него в кино», — сказал тогда Уильямсон. «Это будет сложно без Уэса. У него было чёткое и прекрасное видение истории. Это не значит, что новый фильм никогда не выйдет, но это будет непросто. Сейчас о продолжении речи не идёт», — согласилась с автором Нив Кэмпбелл.
После закрытия «The Weinstein Company» и банкротства его подразделения «Dimension Films» из-за многочисленных обвинений в сексуальных домогательствах против Харви Вайнштейна судьба франшизы «Крик» оказалась в подвешенном состоянии. В начале 2019 года появились сообщения о том, что «Blumhouse Productions», которая специализируется на фильмах ужасов, заинтересована в возрождении сериала. Однако впоследствии эта новость была опровергнута. В ноябре 2019 года «Spyglass Media Group» приобрела права на создание нового фильма «Крик». На тот момент не было известно, являлся ли грядущий фильм сиквелом, перезагрузкой или ремейком. Также оставался открытым вопрос о возвращении Уильямсона в качестве сценариста. В следующем месяце было объявлено, что в фильме будет новый состав, но, возможно, в нём могут появиться и предыдущие основные актёры.
В марте 2020 года было объявлено, что Мэттью Беттинелли и Тайлер Джиллетт срежиссируют новый фильм, а Кевин Уильямсон выступит исполнительным продюсером. Сценаристами были назначены Джеймс Вандербильт и Гай Басик. 18 ноября 2020 года Уильямсон сообщил, что кинокартина получила официальное название «Крик». Беттинелли и Джиллетт черпали вдохновение из Интернета — они изучали форумы поклонников, выбирая варианты для истории.

### Изменения
По первоначальному сценарию эпизод в баре включал встречу Дьюи и Винса, а смерть последнего была более продуманной; также Дьюи виделся с Джуди Хикс, а Лив в одной из сцен нашла нож и носила его для самозащиты. Кроме того, в первоначальной версии Тара и Эмбер встречались. Чед должен был погибнуть в финале картины, но режиссёрам так понравился актёр Мейсон Гудинг, что они решили оставить его в живых, чтобы вернуть в продолжении — в правильности этого выбора Беттинелли убедился во время тестового показа фильма. В интервью Variety Джиллетт рассказал, что студия попросила отснять несколько кадров, из которых бы следовало, что Дьюи выжил. Режиссёры признались, что ещё до начала съёмок хотели вернуть персонажа Кирби Рид в пятый фильм, но не знали, как это правильно сделать; они даже устроили конференцию с актрисой Хейден Панеттьер по Zoom, и она дала своё согласие на небольшое появление героини в картине.

## Производство

### Кастинг
6 мая 2020 года Нив Кэмпбелл рассказала, что с ней ведутся переговоры о возвращении к роли Сидни Прескотт. В интервью «The Hollywood Reporter» актриса сказала, что было бы неправильно позволить Сидни умереть. В середине мая было официально подтверждено, что Дэвид Аркетт вновь сыграет Дьюи Райли. 31 июля 2020 года Кортни Кокс разместила видео на своём официальном аккаунте в «Instagram», в котором подтвердила участие в фильме. «В ту же секунду, как я оказалась на площадке, я поняла, как скучаю по Уэсу. Думаю, ему бы понравилось, как Мэтт и Тайлер перезапустили франшизу», — рассказала в интервью Кокс. Свою роль также повторила Марли Шелтон.
«Я испытывала двойственные ощущения. Сама мысль снимать новый фильм без Уэса стала испытанием для меня. Я любила этого человека очень сильно. Но режиссёры Мэтт и Тайлер написали мне письмо, в котором рассказали о том, как они ценят и уважают то, что сделал Уэс Крэйвен, и что если бы не он и его фильмы — они бы не стали режиссёрами и не работали в кино. Это много для меня значило».
В августе к актёрскому составу присоединились Мелисса Баррера, Дженна Ортега и Джек Куэйд. 10 сентября издание «Deadline» сообщило, что в каст вошли Дилан Миннетт, Мэйсон Гудинг, Майки Мэдисон, Кайл Галлнер и Джасмин Савой Браун. В университете Гудинг написал эссе о первом фильме «Крик» (1996). Также к роли Билли Лумиса, биологического отца героини Сэм, вернулся Скит Ульрих. Во всех свои сценах Ульрих снялся за один день на хромакее.
Кроме того, в фильме в качестве камео появились актёры и съёмочная команда предыдущих фильмов. Дрю Бэрримор озвучила директора школы, который зачитывает объявление по громкой связи. Когда персонажи поднимают бокалы на вечеринке, присутствующие произносят «За Уэса» — голоса принадлежат Генри Уинклеру, Адаму Броди, Хейден Панеттьер, Патрику Люссье, Марко Белтрами и вдове Крэйвена, Айе Лабунка. Мэттью Лиллард, ранее заявлявший о желании повторить роль Стю Мэйхера, появился в двух сценах: он сыграл Призрачное лицо в золотой маске в просматриваемом Ричи трейлере «Удара ножом 8» на YouTube; ещё актёру принадлежит появившаяся в кадре на вечеринке рука, а также голос гостя, говорящего фразу: «Классный дом, Фриман!». Джейми Кеннеди также озвучил одного из гостей на вечеринке. Режиссёры фильма «засветились» в трейлере «Удара ножом 8».

### Съёмки
Съёмки фильма должны были начаться в мае 2020 года в Северной Каролине, однако были отложены из-за начавшейся всемирной пандемии коронавирусной инфекции COVID-19. В итоге съёмки начались 23 сентября в городе Уилмингтон штата Северная Каролина под рабочим названием «Parkside». Съёмки проходили в окрестностях школы «Williston Middle», развлекательного боулинг-центра «Cardinal Lanes Shipyard» и 10-й улицы (между Энн-Стрит и Касл-Стрит). Съёмочная команда была награждена 7 миллионами долларов в виде скидок от Управления кинематографии Северной Каролины. Съёмки завершились 17 ноября 2020 года. В апреле 2021 года в Интернет просочилась информация об отснятых сценах, а также части сценария. На этапе постпродакшна основную работу по монтажу картины вёл Мишель Аллер. Стадия постпродакшена завершилась 7 июля 2021 года.
На стадии съёмок режиссёры не планировали «омолаживать» Скита Ульриха с помощью компьютерной графики: по словам Беттинелли, актёр выглядел «великолепно». Однако на стадии монтажа стало ясно, что внешность персонажа всё же должна соответствовать возрасту старшеклассника, в котором он погиб. Актёр Джек Куэйд надевал костюм убийцы только один раз: в сцене, аналогичной эпизоду со Скитом Ульрихом и Джейми Кеннеди в первом фильме, когда Призрачное лицо подкрадывался к пьяной Минди, лежащей на диване. На съёмках использовались как настоящие ножи, так и резиновые — Мелисса Баррера едва не стала жертвой удара ножом в сцене первого нападения убийцы на Сэм. Увидев надпись «За Уэса» в первый съёмочный день, Нив Кэмпбелл расплакалась.

## Саундтрек

### Песни
В отличие от предыдущих фильмов франшизы, для этой части альбом с песнями официально не издавался, однако в онлайн-магазинах доступен для покупки сингл-трек «Fall Out Of Love» в исполнении Salem и Карли Хэнсон. В фильме использовались следующие песни:
- «True Love» — Durand Jones & The Indications
- «Just Us» — DJ Khaled feat. SZA
- «The American Scream» — Alkaline Trio
- «Turn To Hate» — Orville Peck
- «Pressure» — Kamaiyah
- «Guilty Conscience» — 070 Shake
- «Aww Sh*t!» — Tha Alkaholiks
- «Fall In Love» — Caroline Kingsbury
- «Take Me Where Your Heart Is» — Q
- «High Priestess» — Santigold
- «I Don’t Want To Talk» — Wallows

В кинокартине прозвучала песня «Red Right Hand» группы Nick Cave and the Bad Seeds, присутствовавшая во всех предыдущих сериях, кроме четвёртой.

### Музыка Тайлера
12 мая 2021 года стало известно, что музыку к фильму напишет Брайан Тайлер, до этого работавший с Мэттом Беттинелли-Олпином и Тайлером Джиллеттом над картиной «Я иду искать» (2019). Тайлер заменил Марко Белтрами, который написал партитуру для всех предыдущих частей франшизы. В нескольких сценах Тайлер использовал инструментальную композицию «Sidney’s Lament», написанную Белтрами. Альбом с музыкой Тайлера был выпущен лейблом Varèse Sarabande 7 января 2022 года.
| №   | Название                        | Длительность |
| --- | ------------------------------- | ------------ |
| 1.  | «New Horizons»                  | 3:50         |
| 2.  | «Rules To Survive»              | 3:13         |
| 3.  | «Ring Ring»                     | 2:41         |
| 4.  | «Would You Like To Play A Game» | 6:20         |
| 5.  | «Apparitions»                   | 4:11         |
| 6.  | «Amends»                        | 3:05         |
| 7.  | «History Repeats»               | 2:28         |
| 8.  | «Suspects, Rules & Requels»     | 4:53         |
| 9.  | «Cold Refreshments»             | 1:55         |
| 10. | «In Hot Water»                  | 4:17         |
| 11. | «Pain In The Neck»              | 2:20         |
| 12. | «Diversions»                    | 2:01         |
| 13. | «Lights Out»                    | 3:12         |
| 14. | «Hospital Visitor»              | 4:59         |
| 15. | «Sacrifice»                     | 5:01         |
| 16. | «Not My Story»                  | 2:10         |
| 17. | «I Started All This»            | 1:56         |
| 18. | «Chromeface»                    | 2:23         |
| 19. | «The Expert»                    | 1:17         |
| 20. | «Welcome To Act Three»          | 3:08         |
| 21. | «Where It All Began»            | 2:21         |
| 22. | «True Fans»                     | 4:11         |
| 23. | «Passing The Torch»             | 3:58         |
| 24. | «Ghostface»                     | 3:41         |

Также в фильм вошла инструментальная тема «Brothers», написанная Хансом Циммером для боевика «Сломанная стрела» (1996) и ранее использовавшаяся в «Крике 2».

## Релиз

### Выпуск
«Paramount Pictures» выпустила картину в широкий прокат 14 января 2022 года. Мировая премьера с участием звёзд должна была пройти 11 января, но была отменена из-за распространения «омикрон-штамма» коронавируса.

### Кассовые сборы
В США и Канаде «Крик», по прогнозам, должен был собрать от 35 до 40 млн долларов в течение первого уик-энда. Фильм дебютировал с кассой в 30 млн долларов, сместив на второе место лидера на протяжении четырёх недель подряд «Человека-паука: Нет пути домой». По итогам проката «Крик» собрал 81,6 млн долларов в США и Канаде и 58,4 млн долларов на других территориях, а по всему миру — 140 млн долларов.

### Критика
Фильм был удостоен в основном положительных оценок от кинопрессы, набрав 76 % на сайте «Rotten Tomatoes» на основе 283 отзывов. «Metacritic» оценил картину на 60 баллов из 100. Среди достоинств критики отметили «почтение фильмом наследия Уэса Крейвена» и брутальные сцены жестокости. Также положительно была оценена игра Нив Кэмпбелл за её «новый» взгляд на роль Сидни Прескотт. Некоторые критики признали данную часть лучшей во франшизе. В то же время преобладали смешанные и отрицательные отзывы, в которых фильм был назван «утомительным» и «совершенно не страшным», а новые персонажи — невзрачными и «недостаточно развитыми».

### Выход на видео
Цифровая версия фильма вышла 1 марта 2022 года. 5 апреля состоялся релиз от компании «Paramount Home Entertainment» в форматах Ultra HD Blu-ray, Blu-ray, и DVD.

### Продолжение
Нив Кэмпбелл и режиссёры картины выразили желание поработать над продолжением франшизы. После кассового успеха пятого фильма, 3 февраля 2022 года студия объявила о том, что начинает работу над продолжением, съёмки которого начнутся летом 2022 года. 6 июня 2022 года Кэмпбелл объявила, что не будет сниматься в шестой части из-за низкого гонорара. Премьера фильма состоялась 10 марта 2023 года, на три недели раньше запланированной даты.

## Связи и отсылки
В пятой части серии есть отсылки к событиям и персонажам предыдущих фильмов:
- Кирби Рид из «Крика 4» осталась в живых — её имя отображается в списке недавних звонков Дьюи, а также в одной из сцен видна иконка видео на YouTube — интервью Кирби о том, как она пережила кровавые события «Крика 4».
- Урну с прахом Татум Райли можно увидеть в доме её брата Дьюи в одной из сцен.
- Сидни замужем за человеком по имени Марк — руководство студии Radio Silence подтвердило, что это детектив Марк Кинкейд из фильма «Крик 3».
- Было снято 8 фильмов серии «Удар ножом», среди снимавшихся в них актёров — Тори Спеллинг, Люк Уилсон и Хизер Грэм. В «Крике 2» они сыграли экранные версии Сидни Прескотт, Билли Лумиса и Кейси Бейкер соответственно.
- Чед и Минди Микс, а также их мать Марта, являются племянниками и сестрой Ренди Микса, соответственно. Впервые Марта появляется во франшизе в эпизоде третьего фильма, роль была вновь исполнена Хезер Матараццо.
- Главную героиню фильма зовут Сэм Карпентер: её имя отсылает к персонажу серии фильмов ужасов «Хэллоуин» доктору Сэму Лумису, а фамилия — к режиссёру первого фильма той серии Джону Карпентеру.
- Когда Тара (Дженна Ортега) лежит в больнице, она смотрит эпизод сериала «Бухта Доусона», посвящённый Хэллоуину — автором сериала является создатель серии и сценарист первого, второго и четвёртого фильмов Кевин Уильямсон.
- Как и в первом фильме, действие одной из первых общих сцен с героями происходит возле здания школы — персонажи едят зелёный виноград.
- Авторы фильма посвятили картину памяти режиссёра Уэса Крейвена (в титрах), а также назвали персонажа Дилана Миннетта именем Уэс.
- Как минимум в одной из сцен убийца носит бронежилет под костюмом, как Роман Бриджер в «Крике 3».
- Некоторые сцены пятой части франшизы повторяют эпизоды оригинальной картины — например, Призрачное лицо подкрадывается к пьяной Минди, которая смотрит «Удар ножом», как это было с её дядей Рэнди[38].
- Героиня Майки Мэдисон, Эмбер, погибает так же, как и её персонаж в «Однажды в Голливуде» — её сжигают живьём[38].